# پائول گلدشتاین (تنیس‌باز)
 پائول گلدشتاین (انگلیسی: Paul Goldstein؛ زاده ۴ اوت ۱۹۷۶) یک تنیس‌باز اهل ایالات متحده آمریکا است. 